# Сандерленд, Дилан
Дилан Сандерленд (англ. Dylan Sunderland род. 26 февраля 1996, Инверелл) — австралийский профессиональный шоссейный велогонщик, выступающий c 2020 года за команду мирового тура «NTT Pro Cycling».

## Достижения
2015
3-й Тур Тасмании  — Генеральная классификация
1-й — Этап 4
2016
4-й Тур Тасмании  — Генеральная классификация
1-й  — Молодёжная классификация
2017
4-й Тур Тасмании  — Генеральная классификация
8-й North Star Grand Prix  — Генеральная классификация
1-й — Этап 6
2018
1-й Тур Тасмании  — Генеральная классификация
1-й — Этап 1
5-й Херальд Сан Тур  — Генеральная классификация
1-й  — Молодёжная классификация
2019
1-й Тур Тасмании  — Генеральная классификация
1-й — Этап 3
4-й Тур де Савойя Монблан  — Генеральная классификация
5-й Чемпионат Австралии — Групповая гонка
6-й Чемпионат Океании — Групповая гонка
9-й Херальд Сан Тур  — Генеральная классификация
26-й Тур Японии — Генеральная классификация
2020
- Чемпионат Австралии

10-й — Индивидуальная гонка
26-й — Групповая гонка
114-й Джиро д’Италия — Генеральная классификация
2021
104-й Вуэльта Испании — Генеральная классификация